# Prîșîb, Kremenciuk
Prîșîb (în ucraineană Пришиб) este localitatea de reședință a comunei Prîșîb din raionul Kremenciuk, regiunea Poltava, Ucraina.

## Demografie
Componența lingvistică a localității Prîșîb
     Ucraineană (95,39%)
     Rusă (4,11%)
     Alte limbi (0,5%)
Conform recensământului din 2001, majoritatea populației localității Prîșîb era vorbitoare de ucraineană (95,39%), existând în minoritate și vorbitori de rusă (4,11%).